# Brzina
Die Brzina ist ein rechter Zufluss der Moldau in Tschechien.

## Verlauf
Die Brzina entspringt 700 m südöstlich des Dorfes Hrazánky in der zum Mittelböhmischen Hügelland gehörigen Votická pahorkatina (Wotitzer Hügelland). Ihr Oberlauf führt anfänglich auf einer kurzen Strecke nach Osten, nimmt aber dann nördliche Richtung. Vorbei an Kozín, Hrazánky, Hněvanice, Hrazany und Šumava bildet die Brzina ein seichtes Tal und erreicht bei Mašov den Naturpark Petrovicko. Entlang des Baches folgen die Orte Kolárna, Porešín, Kojetín, Petrovice, Vilasova Lhota und Petrovický Mlýn, wo die Brzina an der Einmündung des Kněžský potok den Naturpark wieder verlässt. Auf dem nachfolgenden Abschnitt fließt der Bach mit nordwestlicher Richtung an Kulišov, Ovčín, Skoupý, Melena, Kuní, Sadka, U Petříčků, Týnčany, Radašův Mlýn, Mikův Mlýn und Krašovice vorbei durch ein Kerbtal. Ab Červený Mlýn bildet die Brzina ein Kerbsohlental und nimmt wieder nördliche Richtung. Beiderseits ihres Tales liegen dort die Orte Tisovnice u Týnčan, Mezihoří, Hostovnice, Vletice, Plešiště und Tisovnice. Ab Smrčí fließt die Brzina vorbei an Smetákův Mlýn, Bražná, Chadimův Mlýn, Brzina, Šourkův Mlýn, Skrýšov und Dražkov nach Nordwesten. Auf ihrem Unterlauf windet sich der Bach in mehreren großen Schleifen gegen Norden; entlang dieses Abschnittes liegen die Orte U Hradilů, Samoty, Mečkov, U Vondráčků, Stehlíkův Mlýn, Hrachov, Kučerův Mlýn und Hodíkov. Unmittelbar vor ihrer Mündung in den Moldaustausee Slapy wird die Brzina zwischen Zrůbek und Hrad von der Staatsstraße I/18 zwischen Příbram und Sedlčany überbrückt. Nach 27,3 Kilometern mündet die Brzina gegenüber von Hřiměždice in die Moldau.
In einem ehemaligen Kalkbruch gegenüber der Einschicht Melena befindet sich im Tal der Brzina die Höhle Divišova jeskyně. Sie wurde 1973 entdeckt und hat eine bekannte Länge von 60 m. Unweit davon liegt die 15 m lange Höhle Dvořákova jeskyně.
Die Wasserkraft der Brzina wurde früher für den Antrieb zahlreicher Mühlen genutzt. Am Oberlauf wird der Bach in mehreren kleinen Teichen gestaut. Das Tal des Baches im Mündungsgebiet, wie auch das gegenüber der Mündung gelegene Dorf Byčice wurden 1955 vom Stausee Slapy geflutet.

## Zuflüsse
- Varovský potok (r), bei Vilasova Lhota
- Kněžský potok (r), bei Petrovický Mlýn
- Předbořický potok (l), bei Červený Mlýn
- Strážník (l), oberhalb von Vletice
- Počepický potok (r), unterhalb von Vletice
- Velký potok (r), bei Smrčí
- Černý potok (r), bei Smetákův Mlýn
- Selný potok (l), bei Chadimův Mlýn
- Hradilský potok (r), bei U Hradilů
- Podlipský potok (r), bei U Vondráčků
- Lichovský potok (r), bei Hrachov
- Jezvinka (l), unterhalb Kučerův Mlýn

## Durchflossene Teiche
- Mašovský rybník, bei Mašov